# Maurice Audin
Maurice Audin (Béja, Tunísia, 14 de fevereiro de 1932 - Argel, Argélia, 21 de junho de 1957) foi um matemático francês, assistente na Universidade de Argel, membro do Partido Comunista Argelino e ativista da causa anticolonialista, que morreu torturado pelo governo francês durante a Batalha de Argel.
No centro de Argel, além da universidade, a interseção de ruas que levam por nome vários outros heróis da guerra de Independência da Argélia, recebe o nome de Praça Maurice-Audin.